# فهمي أمان
فهمي أمان (8 اكتوبر 1902 - 26 أكتوبر 1976)، ممثل مصري

## حياته الفنية
ممثل مصري، ولد في 26 أكتوبر 1902. عمل بالعديد من الفرق المسرحية منها فرقة (الريحاني) و (المهندس). عُرِفَ أكثر عندما تقدم في السن، واشتهر بشخصية الرجل العجوز خفيف الظل الذي يغلب على صوته الخَنَف. أدى هذه الشخصية في عدة أعمال، يُذكر منها دوره في فيلم (الزوج العازب) من بطولة (هند رستم) و (فريد شوقي) حيث قام بدور حضرة الناظر أخو هند رستم، وأدى شخصية شبيهة في فيلم (لوكاندة المفاجآت) من بطولة (إسماعيل ياسين)، ومن أدواره المعروفة جدًا دور (عم لالو الطرشجي) في مسرحية (سيدتي الجميلة) لـ (فؤاد المهندس) و (شويكار) في دور بائع الطرشي أو المخلل (الطرشجي) ودور عم رجب في فيلم (صباح الخير يا زوجتي العزيزة) لـ (صلاح ذو الفقار) و (نيللي). توفي 8 في أكتوبر عام 1976 عن عمر يناهز الرابعة والسبعين عامًا

## أعماله
- شلة المحتالين (1973)
- أزمة سكن (1972)
- الغضب (1972)
- آدم والنساء (1971)
- سيدتي الجميلة (1969)
- صباح الخير يا زوجتي العزيزة (1969)
- أرض النفاق (1968)
- الزوج العازب (1966)
- المجانين في نعيم (1963)
- قاضي الغرام (1962)
- أبو الليل (1960)
- لوكاندة المفاجأت (1959)
- في صحتك (1955)
- الشك القاتل (1953)
- حظك هذا الأسبوع (1953)
- الآنسة ماما (1950)
- سلطانة الصحراء (1947)
- سر أبي (1946)

## روابط خارجية
- فهمي أمان على موقع الدهليز
- فهمي أمان على موقع قاعدة بيانات الأفلام العربية